# Granön, Borgå
Granön är en ö i Finland. Den ligger i Finska viken och i kommunen Borgå i landskapet Nyland, i den södra delen av landet. Ön ligger omkring 55 kilometer öster om Helsingfors.
Öns area är 21,3 hektar och dess största längd är 0,8 kilometer i nord-sydlig riktning.